# Prunelli
Prunelli – rzeka we Francji, w południowo-zachodniej części Korsyki, w departamencie Korsyka Południowa (fr. Corse-du-Sud). Długość 44,2 km. Należy do zlewiska Morza Śródziemnego.
Początki rzeki znajdują się w pobliżu głównego grzbietu wododziałowego Korsyki, w masywie górskim Monte Renoso w gminie Bastelica. Wypływa ona z jeziora Bracca, na wysokości 2085 m n.p.m. Po niespełna kilometrze przepływa przez kolejne górskie jezioro – Vitalacca, położone na wysokości 1750 m n.p.m. Spływa generalnie w kierunku południowo-zachodnim. Poniżej głębokiego wąwozu, zwanego Gorges du Prunelli, jej koryto przecina zapora, tworząca jezioro Tolla, a jej wody napędzają generatory trzech niewielkich elektrowni wodnych. Od 1964 r. część jej wód zasila sieć wodociągową ośrodka miejskiego Ajaccio.
Rzeka posiada 20 sklasyfikowanych dopływów, z których największymi są Ese (dł. 21,1 km, lewobrzeżny; wpada do jeziora zaporowego Tolla) oraz Gravona (46,5 km, prawobrzeżny), wpadająca do Prunelli ok. 200 m przed jej ujściem do Morza Śródziemnego. Prunelli wraz z Gravoną uchodzą do Zatoki Ajaccio między samym Ajaccio a miejscowością Grosseto-Prugna, w pobliżu portu lotniczego Ajaccio-Napoléon-Bonaparte.